# Weberknotenbrunnen

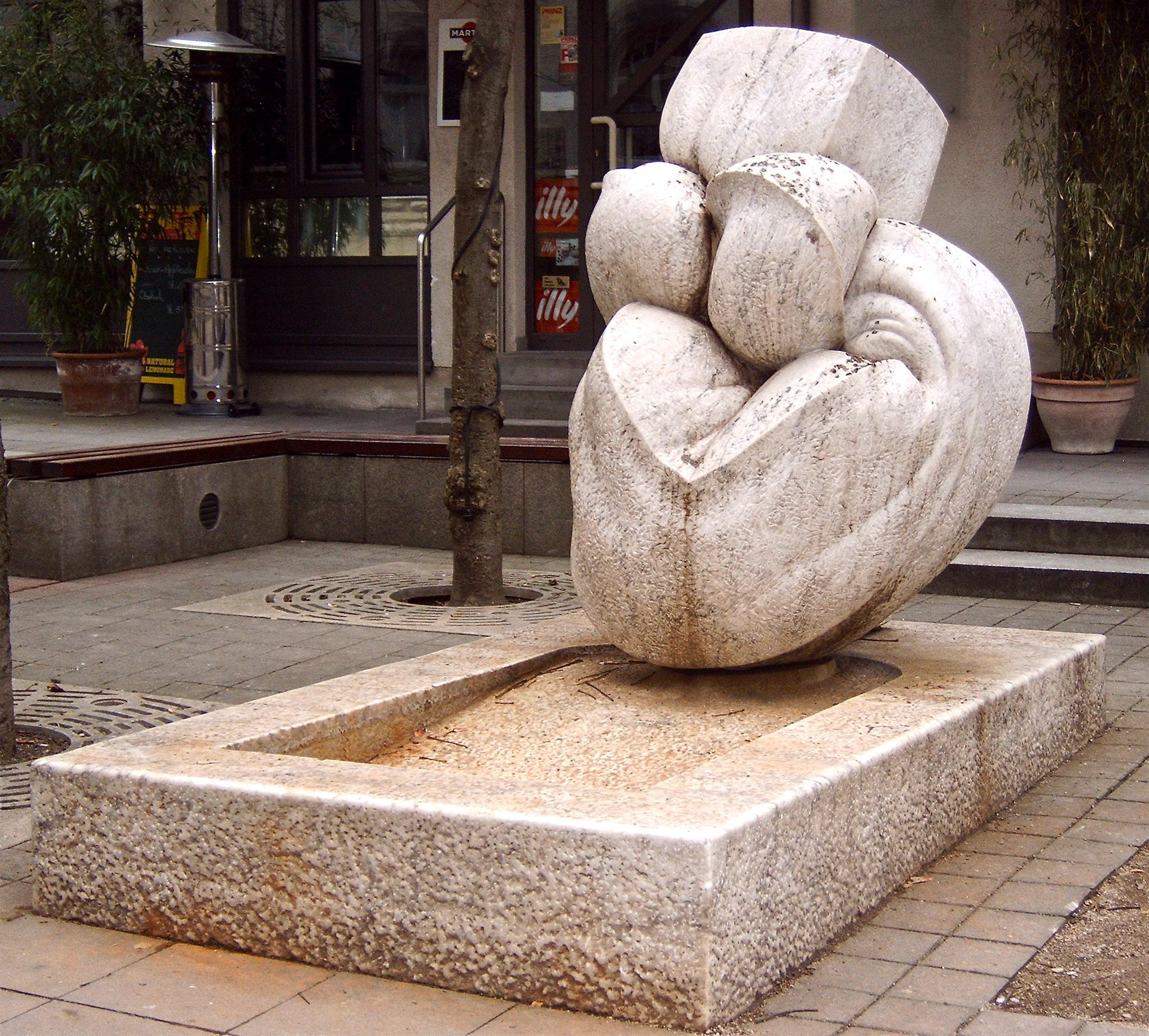
Der Weberknotenbrunnen im Winter 2010

Der Weberknotenbrunnen ist ein Brunnen auf dem Weberplatz in Stuttgart-Mitte.
Der Brunnen wurde 1988 von Reinhold Georg Müller gestaltet. Die marmorne Brunnenskulptur stellt einen ins Riesenhafte vergrößerten Knoten dar, wie er beim Weben erforderlich war: Zwei Fadenenden mussten so verknüpft werden, dass die Verbindung auch bei der Verwendung glatter Garne nicht wieder aufgelöst wurde. Der Knoten durfte aber andererseits nicht in den Nadeln der Wirkstühle oder in den Kämmen der Webstühle hängenbleiben. 
Die Brunnenfigur steht auf der Schmalseite des Brunnentroges, der ein flaches Becken beinhaltet. Der Brunnen wird aus vier Wasserspeiern im Sockel gespeist. 

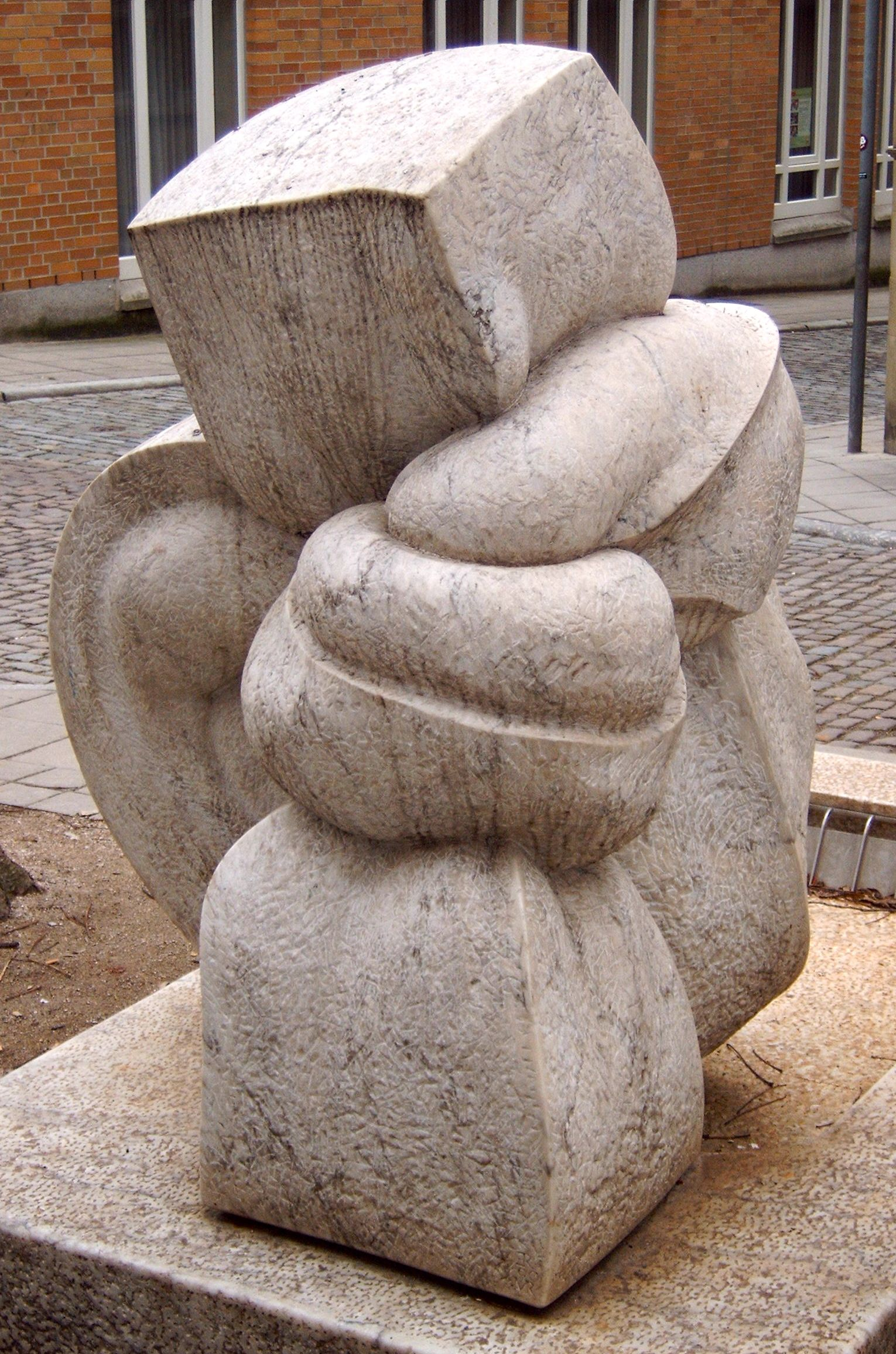
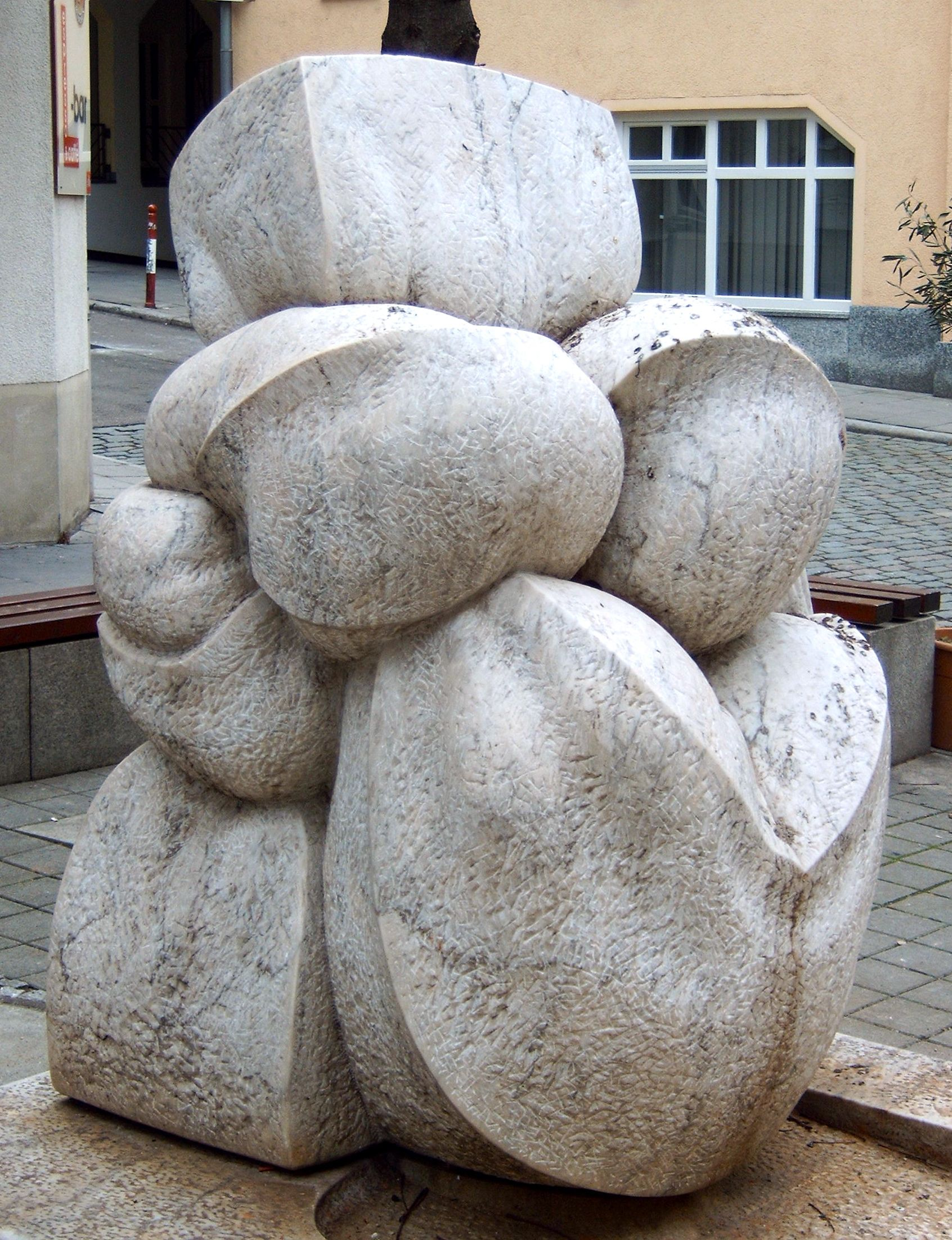
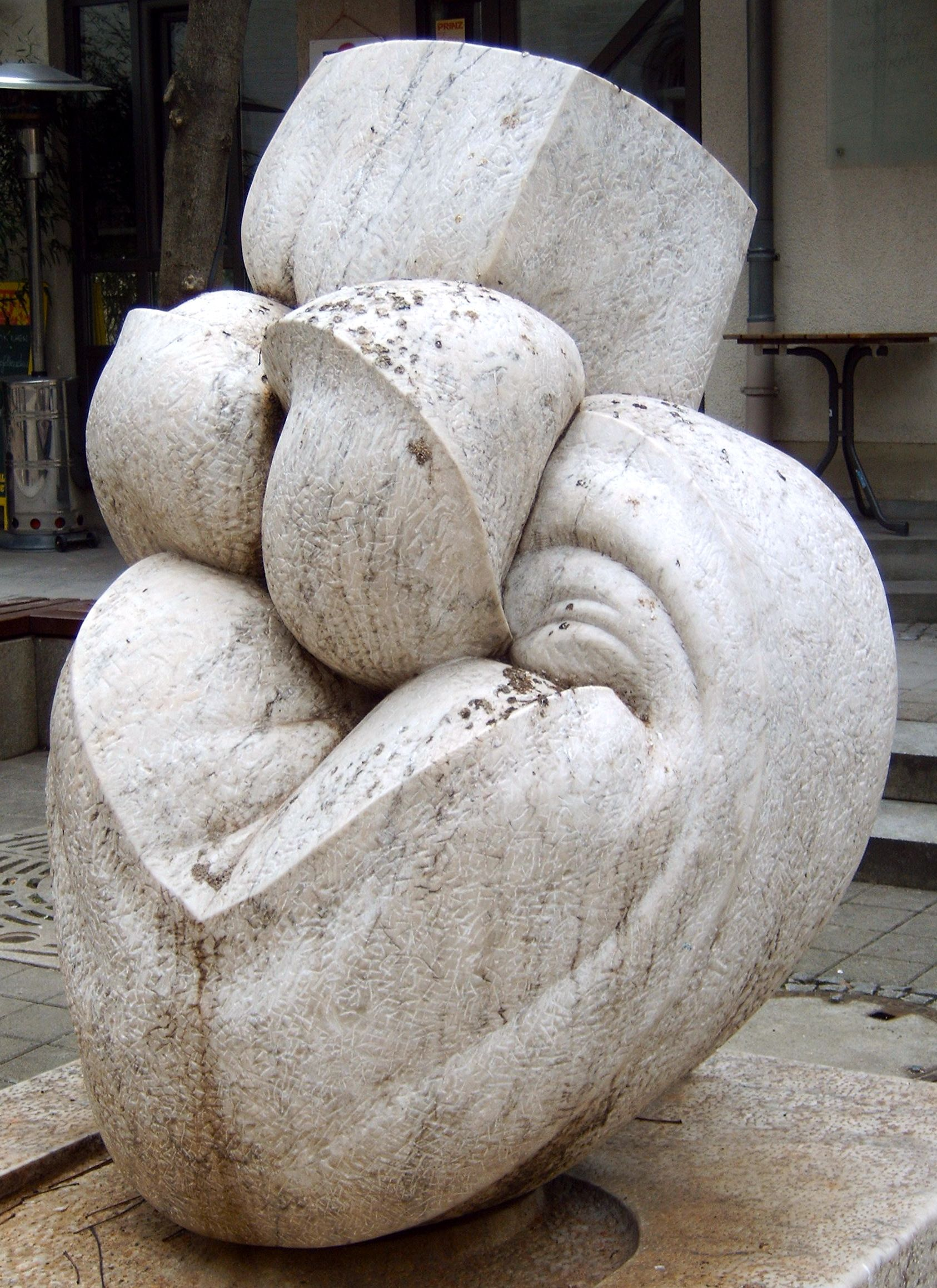
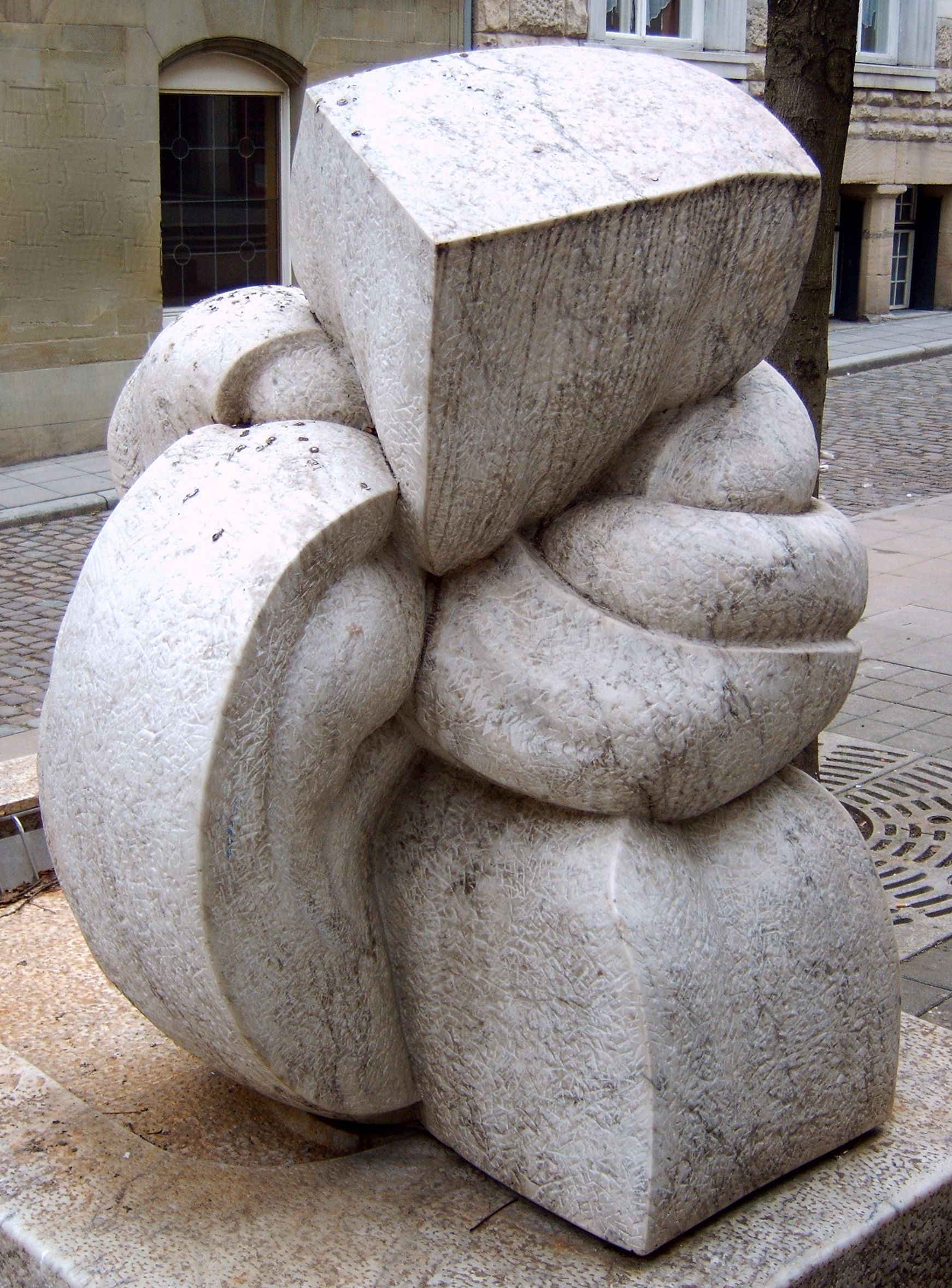